# Sammaljärvet (Karesuando socken, Lappland, 756853-180302)
Sammaljärvet är en sjö i Kiruna kommun i Lappland och ingår i Torneälvens huvudavrinningsområde. Sjön har en area på 0,0816 kvadratkilometer och ligger 321,1 meter över havet.

## Delavrinningsområde
Sammaljärvet ingår i det delavrinningsområde (756586-180460) som SMHI kallar för Mynnar i Rukojoki. Medelhöjden är 310 meter över havet och ytan är 18,05 kvadratkilometer. Det finns inga avrinningsområden uppströms utan avrinningsområdet är högsta punkten. Siikajoki som avvattnar avrinningsområdet har biflödesordning 5, vilket innebär att vattnet flödar genom totalt 5 vattendrag innan det når havet efter 339 kilometer. Avrinningsområdet består mestadels av skog (65 procent) och sankmarker (33 procent). Avrinningsområdet har 0,27 kvadratkilometer vattenytor vilket ger det en sjöprocent på 1,5 procent.